# Тара (Башкортостан)
Тара́ (баш. Тара) — село в Белорецком районе Башкортостана, входит в состав Туканского сельсовета.

## География
Расстояние до:
- районного центра (Белорецк): 87 км,
- центра сельсовета (Тукан): 19 км,
- ближайшей ж/д станции (Улу-Елга): 58 км.

## Население
| 2002 | 2009 | 2010 |
| ---- | ---- | ---- |
| 114  | ↘69  | ↘59  |